# Igor Marenić
Igor Marenić (* 2. Januar 1986 in Mali Lošinj) ist ein kroatischer Segler.

## Erfolge
Igor Marenić nahm an drei Olympischen Spielen mit Šime Fantela in der 470er Jolle teil. 2008 belegten sie in Peking den neunten Rang, vier Jahre darauf wurden sie Sechste. Bei den Olympischen Spielen 2016 in Rio de Janeiro schlossen sie mit 43 Punkten die Regatta auf dem ersten Platz vor dem australischen und dem griechischen Boot ab und wurden damit Olympiasieger.
Bei Weltmeisterschaften gewann er mit Šime Fantela sieben Medaillen mit der 470er Jolle. Neben drei Bronze- und zwei Silbermedaillen wurden sie 2009 in Kopenhagen und 2016 in San Isidro Weltmeister. Sie wurden zudem mehrfache Europameister in der 470er Jolle.